# 생활의 예술 재단

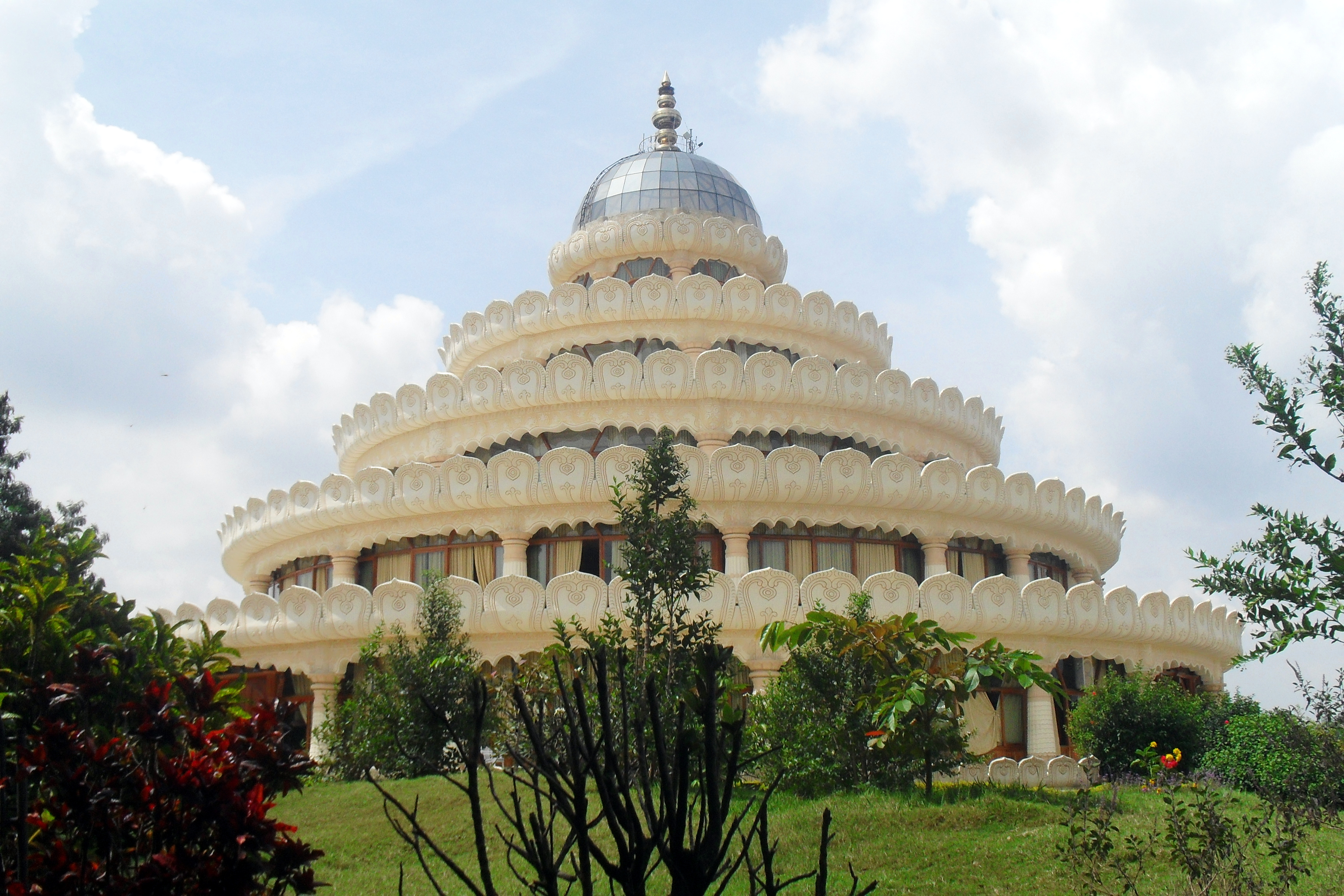
뱅갈루루에 있는 국제 센터

생활의 예술 재단(生活의 藝術 財團, 영어: Art of Living foundation) 또는 아트 오브 리빙 재단은 봉사 정신에 기반을 둔 인도의 인도주의 교육 비정부 기구(NGO)이다. 1981년 스리 스리 라비 샹카르에 의해 설립되었다. 재단은 156개국에 퍼져 있으며 세계에서 거대한 NGO 단체 가운데 하나로 여겨진다.
또한 재단은 유엔 경제 사회 이사회의 고문 역할을 하고 있으며 풀뿌리 민주주의의 정신을 높이 여기고 있다.